# Mesophyllum superpositum
Mesophyllum superpositum (Foslie) Adey, 1970  é o nome botânico  de uma espécie de algas vermelhas  pluricelulares do gênero Mesophyllum, subfamília Melobesioideae.
- São algas marinhas encontradas na África do Sul.

## Sinonímia
- Lithothamnion superpositum Foslie, 1900.